# Irena Wiertel
Irena Wiertel z domu Król (ur. 1 listopada 1931 roku w Ugniewie koło Ostrowi Mazowieckiej, zm. 13 sierpnia 1990 roku w Bydgoszczy) – polska dziennikarka.

## Życiorys
W Ostrowi Mazowieckiej ukończyła Gimnazjum Handlowe w 1948 i Liceum Handlowo-Administracyjne w 1950. Również w 1950 rozpoczęła studia na Wydziale Filozoficzno-Społecznym Uniwersytetu Warszawskiego na kierunku dziennikarstwo. W 1954 uzyskała dyplom ukończenia studiów.  Jeszcze podczas studiów w latach 1950–1952 pracowała na stanowisku redaktora technicznego w Wydawnictwie Ministerstwa Obrony Narodowej, a następnie w latach 1952–1953 na takim samym stanowisku w Państwowych Zakładach Wydawnictw Szkolnych. W 1952 wstąpiła do Polskiej Zjednoczonej Partii Robotniczej (PZPR). W sierpniu 1953 została skierowana do pracy, jako dziennikarka, do „Gazety Robotniczej” we Wrocławiu. W latach 1959–1969 pracowała jako publicystka w „Gazecie Białostockiej” (obecnie „Gazeta Współczesna”). Od 1961 była członkiem Stowarzyszenia Dziennikarzy Polskich (SDP). W latach 1969–1974 pracowała na stanowisku sekretarza redakcji w białostockim miesięczniku „Kontrasty”. W 1974 przeniesiono ją służbowo na stanowisko zastępcy sekretarza redakcji w krakowskich „Zeszytach Prasoznawczych”, a od 1975 objęła takie samo stanowisko w bydgoskiej „Gazecie Pomorskiej”. W okresie pierwszej „Solidarności” współpracowała z zarządem NSZZ „Solidarność” w Bydgoszczy – współredagowała m.in. biuletyn informacyjny NSZZ Solidarność w Bydgoszczy „Wolne Związki”. Po wprowadzeniu stanu wojennego, 28 stycznia 1982, w wyniku weryfikacji członków redakcji „Gazety Pomorskiej” otrzymała ocenę negatywną i została pozbawiona możliwości pracy w zawodzie dziennikarskim. Powodem decyzji komisji weryfikacyjnej był fakt, że zwróciła legitymację PZPR motywując to brakiem zgody na politykę partii. Skutkiem negatywnej oceny było przeniesienie na stanowisko dokumentalistki w sekretariacie redakcji, na którym pracowała do 1 grudnia 1982. Od czerwca 1983 roku przeszła na rentę inwalidzką a później wcześniejszą emeryturę. Ze względu na trudną sytuację materialną podjęła pracę na pół etatu w Wojewódzkiej i Miejskiej Bibliotece Publicznej w Bydgoszczy, na stanowisku młodszego bibliotekarza. Kontynuowała również współpracę z prasą podziemną, a także „Tygodnikiem Powszechnym” i „Gościem Niedzielnym” oraz z kościelnymi wydawnictwami periodycznymi. Uczestniczyła w przygotowaniu wyborów kontraktowych 4 czerwca 1989. Była autorką biogramów wyborczych kandydatów okręgu bydgoskiego do Senatu: Aleksandra Paszyńskiego i Antoniego Tokarczuka oraz kandydata do Sejmu Ryszarda Helaka. Zmarła w wyniku ciężkiej i długiej choroby 13 sierpnia 1990 w Bydgoszczy. Pochowano ją na Cmentarzu Komunalnym w Bydgoszczy przy ulicy Wiślanej.
W 2023 pośmiertnie została jej przyznana przez szefa Urzędu do Spraw Kombatantów i Osób Represjonowanych odznaka honorowa „Działacza opozycji antykomunistycznej lub osoby represjonowanej z powodów politycznych”.

## Odznaczenia

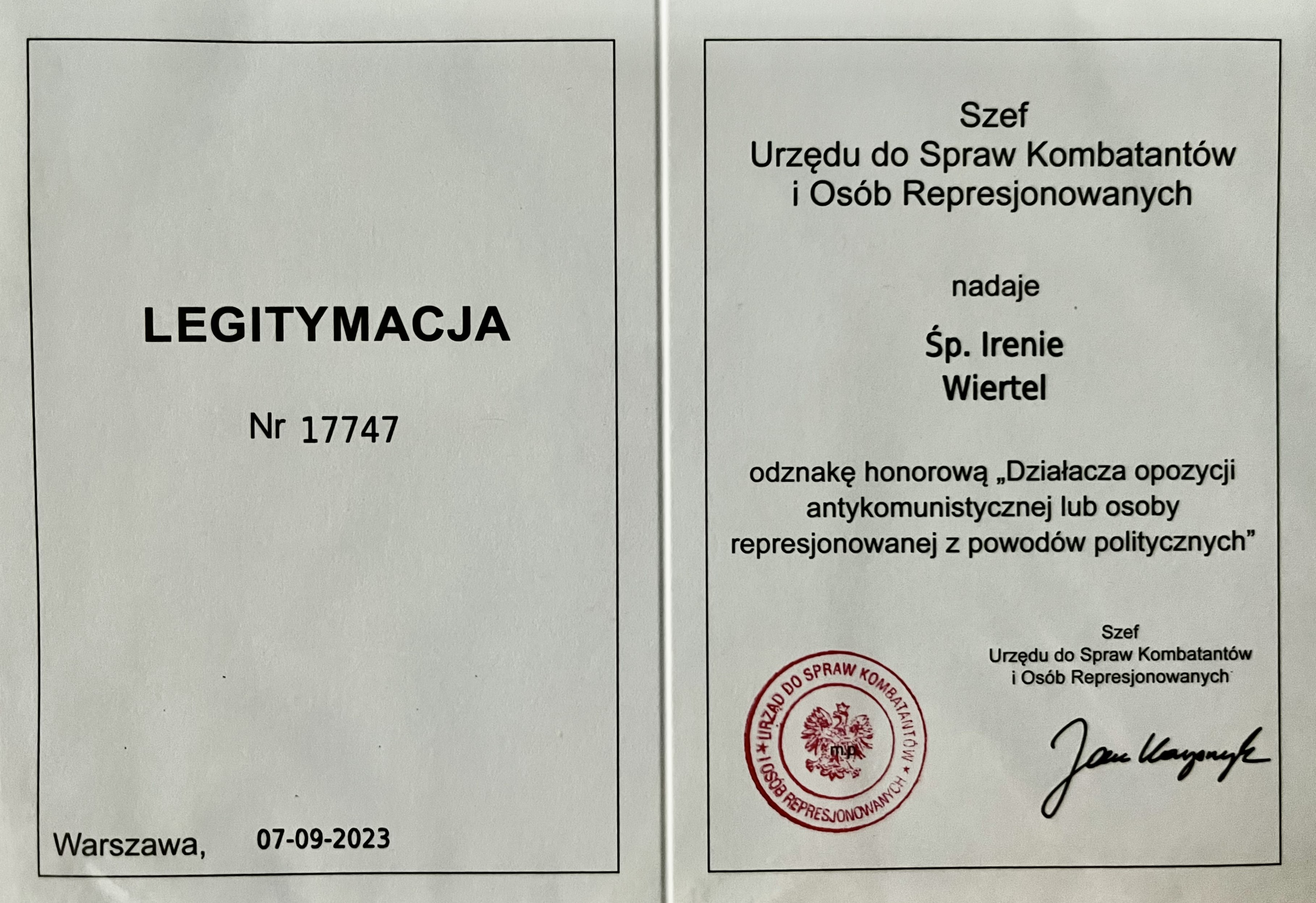
Legitymacja odznaki honorowej „Działacza opozycji antykomunistycznej lub osoby represjonowanej z powodów politycznych”

- Nagroda Ministra Kultury i Sztuki (1972)
- Srebrny Krzyż Zasługi (1973)
- Dyplom i medal Stowarzyszenia Dziennikarzy Polskich za 25 lat pracy w dziennikarstwie (1978)
- Złoty Krzyż Zasługi (1979)
- Odznaka honorowa „Działacza opozycji antykomunistycznej lub osoby represjonowanej z powodów politycznych” (2023 – pośmiertnie)